# (22572) Yuanzhang
(22572) Yuanzhang (1998 HJ39) – planetoida z grupy pasa głównego asteroid okrążająca Słońce w ciągu 3,74 lat w średniej odległości 2,41 j.a. Odkryta 20 kwietnia 1998 roku.